# Eucalyptus curtisii
Eucalyptus curtisii es una especie  de Eucalyptus de la familia Myrtaceae.

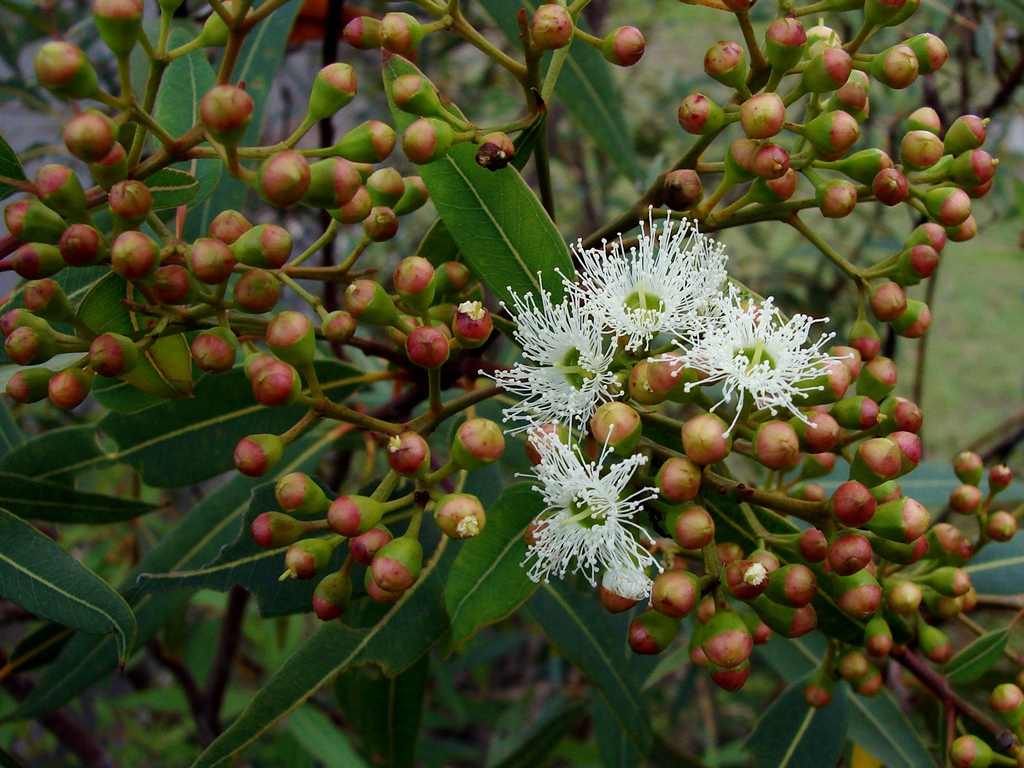
Inflorescencia

## Descripción
Esta pequeña y robusta especie de mallee, del sudeste de Queensland, crece hasta 6 m, formando una espesura de suaves tallos moteados de verde grisáceo y blanco. Las estrechas hojas son verde oscuro y los capullos amarillos se abren en primavera en una profusión de bonitas flores blancas agrupadas en racimos terminales.

## Taxonomía
Eucalyptus curtisii fue descrita por Blakely & C.T.White y publicado en Proceedings of the Royal Society of Queensland 42: 82. 1930[1931].
Etimología
Eucalyptus: nombre genérico que proviene del griego antiguo: eû = "bien, justamente" y kalyptós = "cubierto, que recubre". En Eucalyptus L'Hér., los pétalos, soldados entre sí y a veces también con los sépalos, forman parte del opérculo, perfectamente ajustado al hipanto, que se desprende a la hora de la floración.
curtisii: epíteto otorgado en honor del botánico William Curtis (1746-1799), fundador de la revista Botanical Magazine. 